# Copy Shop
Pour plus de détails, voir Fiche technique et Distribution.
Copy Shop est un court métrage autrichien réalisé par Virgil Widrich et sorti en 2001.

## Synopsis
Un homme qui travaille dans un magasin de reprographie fait accidentellement une copie de sa main. C'est alors que la machine se met à produire des photocopies de la photographies montrant le début de journée tel que l'a vécu l'homme en question. Intrigué, il décide de débrancher l'appareil, mais le travail de copie de la réalité est en marche. Lorsqu'il revient le jour suivant, des copies de lui-même ont envahi la ville.

## Fiche technique
Sauf indication contraire, les informations mentionnées dans cette section peuvent être confirmées par la base de données cinématographiques IMDb,  présente dans la section « Liens externes ».
- Titre original : Copy Shop
- Réalisation : Virgil Widrich
- Scénario : Virgil Widrich
- Photographie : Martin Putz
- Musique : Alexander Zlamal
- Direction artistique : Joachim Luetke
- Montage : Virgil Widrich
- Société de production : Virgil Widrich Filmproduktion
- Pays de production :  Autriche
- Format : noir et blanc- 35mm - muet
- Genre : expérimental, fantastique
- Durée : 12 minutes
- Dates de sortie :
  - Pologne : 27 mai 2001 (première mondiale - Festival de Cracovie)
  - France : 26 janvier 2004 (première diffusion à la télévision)

## Distribution
Sauf indication contraire, les informations mentionnées dans cette section peuvent être confirmées par la base de données cinématographiques IMDb,  présente dans la section « Liens externes ».
- Johannes Silberschneider : Alfred Kager
- Elisabeth Ebner-Haid : la fleuriste

## Commentaires
Les plans tournés ont été photocopiés un par un puis les photocopies ont été réassemblées pour créer l'esthétique particulière du film en accord avec l'histoire.
Ce court-métrage est devenu un film-culte, avec une soixantaine de prix.

## Distinctions
Sauf indication contraire, les informations mentionnées dans cette section peuvent être confirmées par la base de données cinématographiques IMDb,  présente dans la section « Liens externes ».

### Récompenses
- Festival du film de Sarajevo 2001 : Prix UIP
- Festival international du court-métrage de Clermont-Ferrand 2002 : meilleure bande originale, compétition internationale
- Festival international du film fantastique de Bruxelles 2002 : European Broadcasters Award du court-métrage et Grand Prix d'Argent du court-métrage fantastique

### Nominations
- Prix du cinéma européen 2001 : meilleur court métrage européen
- Oscar 2002 : Oscar du meilleur court métrage en prises de vues réelles